# 国鉄タキ6900形貨車
国鉄タキ6900形貨車（こくてつタキ6900がたかしゃ）は、1958年（昭和33年）から製作された、アクリルニトリル専用の 30 t 積 貨車（タンク車）である。
私有貨車として製作され、日本国有鉄道（国鉄）に車籍編入された。1987年（昭和62年）の国鉄分割民営化後は日本貨物鉄道（JR貨物）に車籍を承継している。

## 概要
合成繊維・合成樹脂原料となるアクリルニトリル
輸送用の貨車で、1958年（昭和33年）12月26日から1965年（昭和40年）9月16日にかけて新三菱重工業・富士車輌・日立製作所・日本車輌製造で44両が製作された。他に1両（タキ6910）がタキ5200形（メタノール専用タンク車）から改造編入されており、総在籍数は45両（タキ6900 - タキ6944）である。
落成時の所有者は三菱化成工業（その後三菱化成へ社名変更）、日東化学工業、住友化学商事、日本石油輸送、旭化成工業、住友化学工業の6社である。
本形式の他にアクリルニトリルを専用種別とする形式は、タ3800形（2両）、タム6900形（7両）、タサ4600形（2両）の3形式があり、本形式はその中で最多両数形式であった。
当時の標準的な仕様であったタキ3000形（ガソリン専用タンク車）などの基本設計を基に、有毒液体輸送用として漏洩事故防止に対応する種々の装備を付加した構造をもつ。各地で積荷の生産拠点 - 加工拠点間の輸送に用いられたが、直後の原料需要減少で稼働率が低下し、1965年（昭和40年）から一部の車両が各種他用途向けに改造された。
原料製造拠点の近傍地を常備駅とし、生産拠点から加工拠点までのアクリルニトリル輸送に使用された。おもな常備駅には黒崎駅・東水島駅（三菱化成工業所有車） 富士駅（旭化成工業所有車） 新居浜駅（住友化学工業所有車）などがある。
本形式の使用開始直後、原料需要の減退からアクリルニトリルの生産量が一時減少傾向に転じたことで輸送需要も減少し、本形式の稼働率は悪化した。これら余剰車を原資として、1965年（昭和40年）から他用途に転用するための改造が開始された。1970年（昭和45年）までに、総数の 1/3 に達する15両が転用されている。
1987年（昭和62年）4月のJR移行では13両がJR貨物に車籍を承継された。同年度末時点で、本形式の所有者は三菱化成（常備駅：水島臨海鉄道 東水島駅）日本石油輸送（常備駅：郡山駅ほか）の2社である。残存車の過半数を所有した三菱化成では、同社水島事業所で生産したアクリルニトリル輸送に本形式を継続使用していたが、1995年（平成7年）度中に全車が車籍除外された。他用途への一時転用が主であった日本石油輸送所有車も同年度中に残存全車が車籍除外され、形式消滅している。

## 仕様・構造
積載荷重 30 t の有毒性爆発性液体輸送用2軸ボギータンク貨車（タンク種別：第4種）で、鋼材組立の台枠上に直円筒形タンク体を搭載し、両端部を帯金で固定する基本構造はタキ3000形・タキ1500形に類似する。タンク上部中央に荷役および空容積確保用の円柱ドームを設けることも同一の仕様であるが、本形式では積荷の物性に鑑み、荷役時の漏洩を防ぐ種々の安全装備が付加される。
タンク体は普通鋼（一般構造用圧延鋼材、SS41） を用いた 2,050 mm 径の直円筒形状（JIS 類型 A 形）で、タンク全長は 11,600 mm 、実容積は 37.5 m3 である。板厚はタンク両端の鏡板部が 12 mm 、他のタンク部位が 9 mm である。
専用種別標記は積荷の慣用名（アクリロニトリル）と異なる「アクリルニトリル専用」で、1979年（昭和54年）10月までに化成品分類番号「燃毒 36」（引火性・有毒性液体）の標記が追記された。外部塗色は黒色である。
荷役方法は積荷の毒性に鑑み、タンク体上部のドーム前後に設けた液出弁と空気弁とを用いる「上出し」方式とされた。荷下ろし時には空気弁から窒素ガスを注入加圧し、気体の圧力によって液出弁から排出させる。弁装置は衝撃による破損を防止するため、各々独立に設けた大形のプロテクタで防護される。プロテクタの形状は製作各社で異なり、箱型（日本車輌製造）円柱形状（三菱重工業）である。
台車は当時の国鉄貨車が汎用的に用いたスリーピース構造の鋳鋼製側枠台車 TR41C 形で、台車側枠と一体成型された平軸受の軸箱部・重ね板ばねの枕ばねは他の TR41 系台車と共通の仕様である。ブレーキ装置は一般的な自動空気ブレーキで、制御弁と補助空気溜との実装形態が異なる2種の仕様があり、これらを一体化した KC 形・独立別体化した KD 形のいずれかを装備する。制御弁自体は共通のもので、国鉄貨車が汎用的に用いる K 三動弁を装備する。積荷の有無でブレーキ力を切り替える「積空切替機構」は装備しない。補助ブレーキは車両端の台枠上部に回転ハンドル式の手ブレーキを設ける。最高速度は 75 km/h である。

## 年度別製造数
各年度による製造会社（改造会社）と両数、所有者は次のとおりである。（所有者は落成時の社名）
- 昭和33年度 - 3両
  - 新三菱重工業 3両 三菱化成工業（タキ6900 - タキ6902）
- 昭和34年度 - 11両
  - 新三菱重工業 1両 日東化学工業（タキ6903）
  - 新三菱重工業 8両 三菱化成工業（タキ6904 - タキ6908、タキ6911 - タキ6913）
  - 富士車輌 1両 日東化学工業（タキ6909）
  - （日立製作所） 1両 住友化学商事（タキ5203→タキ6910、種車は昭和31年度日立製作所製）
- 昭和35年度 - 3両
  - 日本車輌製造 2両 日本石油輸送（タキ6914、タキ6916）
  - 日立製作所 1両 旭化成工業（タキ6915）
- 昭和36年度 - 4両
  - 新三菱重工業 3両 三菱化成工業（タキ6917 - タキ6919）
  - 新三菱重工業 1両 旭化成工業（タキ6920）
- 昭和37年度 - 4両
  - 日本車輌製造 2両 日本石油輸送（タキ6921 - タキ6922）
  - 新三菱重工業 2両 旭化成工業（タキ6923 - タキ6924）
- 昭和38年度 - 7両
  - 日本車輌製造 3両 住友化学工業（タキ6925 - タキ6927）
  - 新三菱重工業 4両 旭化成工業（タキ6928 - タキ6931）
- 昭和39年度 - 10両
  - 三菱重工業 10両 旭化成工業（タキ6932 - タキ6941）
- 昭和40年度 - 3両
  - 三菱重工業 3両 旭化成工業（タキ6942 - タキ6944）

## 他形式への改造
本形式の余剰車は改造のうえで転用がなされた。以下に各形式を列記する。

### タキ4150形
1967年（昭和42年）4月7日にタキ6900形より1両（タキ6913）の専用種別変更（アクリルニトリル→ベンゾール）が行われ、形式名は新形式であるタキ4150形（タキ4150）とされた。ベンゾールの比重はアクリルニトリルより重いため積載荷重は33t 積とされた。
三菱化成工業が所有し黒崎駅を常備駅として運用された。
1987年（昭和62年）4月の国鉄分割民営化時には車籍がJR貨物に継承されたが、1989年（平成元年）10月27日に廃車となり同時に形式消滅となった。

### タキ4200形
35 t 積カセイソーダ液専用車で、1956年（昭和31年）から1973年（昭和48年）にかけて251両（コタキ4200 - コタキ4299、コタキ14200 - コタキ14299、コタキ24200 - コタキ24250）が製作された。うち、1968年（昭和43年）から1970年（昭和45年）にかけてタキ6900形から8両（タキ6920、タキ6923、タキ6924、タキ6928 - タキ6932）が改造されコタキ14298、コタキ14299、コタキ24234、コタキ24235、コタキ24245 - コタキ24248となった。

### タキ6500形
30 t 積アセトン専用車で、1957年（昭和32年）から1965年（昭和40年）にかけて10両（タキ6500 - タキ6509）が製作された。うち、1965年（昭和40年）にタキ6900形から2両（タキ6907、6906）が改造され（タキ6508、6909）となった。

### タキ10300形
30 t 積ブチルアルデヒド専用車で、1968年（昭和43年）2月29日にタキ6900形3両（タキ6904、タキ6908、タキ6912）が改造され （タキ10300 - タキ10302）となった。1995年（平成7年）9月、3両同時に廃車となり形式消滅した。

### タキ10350形
31 t 積オクタノール専用車で、1968年（昭和43年）2月6日にタキ6911より改造されタキ10350となった。1995年（平成7年）9月に廃車となり形式消滅した。